# Shaoling
Shaoling (en chino, 召陵; pinyin, Shàolíng) es un distrito urbano bajo la administración directa de la Prefectura  Luohe  en la Provincia de Henan, República Popular China.  Su área es de 433 km² y su población total para 2020 superó los 400 mil  habitantes. 

## Administración
Desde marzo de 2020, el  Distrito Shaoling   se divide en 7 pueblos  administrados  en 3 subdistritos y 4   poblados.

## Toponimia
El topónimo Shaoling se compone de los sinogramas Shao (convocar/citar) y Ling (colina) con el significado "lugar alto que convoca al mundo".
Aunque la pronunciación estándar de 召 es "Zhao" locamente se conservaba la pronunciación antigua "Shao".
Según el Diccionario Etimológico de Topónimos Chinos (中国地名辞源), Shaoling se estableció durante la dinastía Han, y su nombre proviene de las ruinas de la antigua Shaoling. Otra teoría sugiere que "Shao" antiguamente significaba "alto", y como la ciudad se construyó sobre una colina alta, de ahí el nombre.